# Melissa Hamilton
Melissa Hamilton (Belfast, 2 agosto 1989) è una ballerina britannica, prima ballerina del Royal Ballet di Londra dal 2025.

## Biografia
Hamilton è nata a Belfast e ha trascorso la maggior parte della sua infanzia a Dromore, nella contea di Down. Suo padre è un costruttore e sua madre è un'insegnante di scuola materna. Sua sorella è un'architetta e suo fratello è un insegnante di scuola elementare. Ha iniziato a ballare all'età di quattro anni. Ha frequentato la Dromore Primary School e la Banbridge Academy, e ha lasciato quest'ultima dopo aver terminato i suoi GCSE.  Fino a quel momento, gli unici corsi di formazione che Hamilton seguiva erano lezioni settimanali. All'età di 16 anni le fu stata assegnata una borsa di studio ed entrò alla Elmhurst Ballet School di Birmingham, dove si formò per due anni. Durante il suo primo anno, le fu detto che non sarebbe stata in grado di mettersi al passo. Tuttavia, nel suo secondo anno, venne seguita da Maša Muchamedov (moglie di Irek Muchamedov), che confidava nella sua possibilità di avere una carriera nella danza. Quando i Muchamedov si trasferirono ad Atene, Hamilton li seguì per studiare privatamente con Maša per dieci mesi.
Nel 2007, all'età di 18 anni, gareggiò allo Youth America Grand Prix da esordiente, vincendo la competizione. Il premio dello YAGP fu di entrare a far parte dell'ABT II, la seconda compagnia dell'American Ballet Theatre. Tuttavia, Hamilton non voleva trasferirsi a New York, quindi Muchamedov contattò Monica Mason, allora direttrice artistica del Royal Ballet, alla quale Hamilton inviò un video delle sue abilità. Hamilton fu invitata a prendere lezioni con la compagnia e le venne offerto un contratto come artista entro una settimana dalla sua vittoria allo YAGP. Nel 2008, nonostante fosse nel corpo di ballo, creò un ruolo per Infra di Wayne McGregor, avviando una proficua collaborazione.  Fu presto scelta per le opere di Kenneth MacMillan come Giulietta in Romeo e Giulietta, il ruolo del protagonista in Manon e Mary Vetsera in Mayerling. Fu nominata prima artista nel 2009, solista l'anno successivo e prima solista nel 2013.  
Dopo che Jiri Bubenicek del Dresden Semperoper Ballett ebbe suggerito di avere Hamilton come partner per la sua performance di addio a Manon, i direttori del Royal Ballet e del Semperoper Ballett trattarono e accettarono di lasciare che Hamilton prendesse un congedo per entrare a far parte del al Semperoper Ballett come ballerina principale. Ha ballato con la compagnia durante le stagioni 2015/16 e 2016/17. Durante la sua permanenza a Dresda, ha debuttato in diversi ruoli principali, tra cui Nikiya in La Bayadere, la Principessa Aurora in La bella addormentata e Odette / Odile ne Il lago dei cigni.  È tornata al Royal Ballet nella stagione 2017/18 e nel dicembre 2024 viene proclama prima ballerina della compagnia a partire dal 1º gennaio 2025.
Hamilton si è esibita anche a livello internazionale, tra cui in Italia con Roberto Bolle e nell'85º anniversario del Michailovskij Ballet a San Pietroburgo.

## Vita privata
Hamilton è sposata con Michael Christou, designer di interni e cofondatore di una società di sviluppo immobiliare chiamata 1.61 London.

## Premi e riconoscimenti
- Outstanding Female Performance (Classical) ai Critics 'Circle National Dance Awards, 2011
- Medaglia d'oro all'ottavo concorso internazionale di balletto di Seoul, 2011
- Ambasciatore del marchio Allianz Arts and Cultural per l'Irlanda del Nord, 2013

## Repertorio

### The Royal Ballet
- Manon in Manon
- Giulietta in Romeo e Giulietta
- Mary Vetsera in Mayerling
- La fata nello Schiaccianoci
- Regina delle Driadi in Don Chisciotte
- Olga in Onegin
- Satana in The Dante Project
- La fata Lilla e la principessa Fiorina ne La bella addormentata
- Tersichore in Apollo
- Bethana Waltz e Alaskan Rag in Elite Syncopations
- Symphonic Variations
- Rubies in Jewels
- Agon
- Serenade
- The Concert
- The Judas Tree
- Song of the Earth

#### Ruoli creati per Wayne McGregor
- Infra
- Yugen
- Woolf Works
- Limen
- Carbon Life
- Human Seasons
- Acis and Galatea

### Semperoper Ballett
- Nikiya ne La Bayadere
- Principessa Aurora ne La bella addormentata
- Odette/Odile nel Lago dei cigni
- Manon in Manon